# Острва Мијако
Острва Мијако (јап. 宮古列島; Miyako Rettō), је група острва у префектури Окинава, Јапан, источно од групе острва Јаејама и налазе се налазе између острва Рјукју и Тајвана.

## Географија
Површина архипелага је 226,47 km². Максимална висина - 115 м на Мијакоџима острву. Становништво је 53 270 људи (2010), 52 039 људи припада области Мијако и 1231 људи Тарама - . Највећи град - Хирара на Мијакоџима острву.

## Списак острва
| №  | Острво (српс.) | Острво (енгл.)                          | Острво (јап.)      | Становника, стан. (2010) | Површина, km² | Највиша тачка, м | Област | Кординате                                                |
| -- | -------------- | --------------------------------------- | ------------------ | ------------------------ | ------------- | ---------------- | ------ | -------------------------------------------------------- |
| 1  | Мијако         | Miyako-jima                             | 宮古島             | 46 001                   | 159,26        | 114,8            | Мијако | 24° 46′ 46″ N 125° 19′ 8″ E / 24.77944° С; 125.31889° И  |
| 2  | Ирабу          | Irabu-jima                              | 伊良部島           | 5148                     | 29,08         | 89,0             | Мијако | 24° 50′ 10″ N 125° 11′ 20″ E / 24.83611° С; 125.18889° И |
| 3  | Тарама         | Tarama-shima                            | 多良間島           | 1227                     | 19,75         | 34,2             | Тарама | 24° 39′ 26″ N 124° 41′ 58″ E / 24.65722° С; 124.69944° И |
| 4  | Симоџи         | Shimoji-jima                            | 下地島             | 57                       | 9,54          | 21,6             | Мијако | 24° 49′ 10″ N 125° 09′ 15″ E / 24.81944° С; 125.15417° И |
| 5  | Курима         | Kurima-jima                             | 来間島             | 157                      | 2,84          | 47,3             | Мијако | 24° 43′ 17″ N 125° 14′ 51″ E / 24.72139° С; 125.24750° И |
| 6  | Икема          | Ikema-jima                              | 池間島             | 648                      | 2,83          | 28,0             | Мијако | 24° 55′ 50″ N 125° 14′ 38″ E / 24.93056° С; 125.24389° И |
| 7  | Мина           | Minna-shima                             | 水納島             | 4                        | 2,15          | 13,2             | Тарама | 24° 45′ 11″ N 124° 41′ 48″ E / 24.75306° С; 124.69667° И |
| 8  | Огами          | Ōgami-jima                              | 大神島             | 28                       | 0,24          | 74,4             | Мијако | 24° 54′ 59″ N 125° 18′ 28″ E / 24.91639° С; 125.30778° И |
| 9  | Суидокоџима    | Suidō-kojima                            | 水道小島           |                          | 0,05          |                  | Мијако |                                                          |
| 10 | Футеива        | Insel (nördlich der Yonaha-Bucht)       | シマ(与那覇湾北)   |                          | 0,01          |                  | Мијако |                                                          |
| 11 |                | Insel (in der Yonaha-Bucht)             | シマ(与那覇湾奥)   |                          | 0,01          |                  | Мијако |                                                          |
| 12 | Наканобанаре   | Insel (nördlich der Irabu-Wasserstraße) | シマ(伊良部水道北) |                          | 0,01          |                  | Мијако |                                                          |